# Matthias Kagerhuber
Matthias Kagerhuber (7 settembre 1985) è un bobbista tedesco, campione mondiale nel bob a quattro a Schönau am Königssee 2017.

## Biografia
Compete nel bob dal 2008 come frenatore per la squadra nazionale tedesca. Debuttò in Coppa Europa nel 2008/2009 e nel corso delle stagioni vinse un totale di 12 gare, di cui l'ultima nel novembre del 2016. Ha partecipato a tre edizioni dei mondiali juniores (2009, 2010 e 2011) piazzandosi al quarto posto nel bob a quattro in tutte le occasioni e sempre con Benjamin Schmid a condurre le slitte.
Fece il suo esordio in Coppa del Mondo nell'ultima tappa della stagione 2015/16, il 5 febbraio 2015 a Soči classificandosi undicesimo nel bob a quattro. Colse il suo primo podio a Whistler il 14 dicembre 2016 (3º nel bob a quattro) e la sua prima vittoria il 29 gennaio 2017 a Schönau am Königssee sempre nella specialità a quattro e in entrambe le occasioni con Johannes Lochner alla guida.
Prese parte ai campionati mondiali di Schönau am Königssee 2017 vincendo la medaglia d'oro nel bob a quattro con Johannes Lochner, Joshua Bluhm e Christian Rasp, giungendo al traguardo col medesimo tempo dell'equipaggio pilotato dal connazionale Francesco Friedrich.

## Palmarès

### Mondiali
- 1 medaglia:
  - 1 oro (bob a quattro a Schönau am Königssee 2017).

### Coppa del Mondo
- 2 podi (nel bob a quattro):
  - 1 vittoria;
  - 1 terzo posto.

#### Coppa del Mondo - vittorie
| Data            | Luogo                | Paese    | Disciplina                                                             |
| --------------- | -------------------- | -------- | ---------------------------------------------------------------------- |
| 29 gennaio 2017 | Schönau am Königssee | Germania | a quattro con Johannes Lochner (pilota), Joshua Bluhm e Christian Rasp |

### Circuiti minori

#### Coppa Europa
- 27 podi (8 nel bob a due e 19 nel bob a quattro):
  - 12 vittorie (5 nel bob a due e 7 nel bob a quattro);
  - 9 secondi posti (2 nel bob a due e 7 nel bob a quattro)
  - 6 terzi posti (1 nel bob a due e 5 nel bob a quattro).